# Паливно-енергетичний баланс
Па́ливно-енергети́чний бала́нс (англ. fuel-power balance, fuel-and-energy balance; нім. brennstoffenergetische Bilanz f, Brennstoff- und Energiebilanz f) — система показників, яка відображає кількісну рівність між прибутком і витратою енергії та характеризує структуру виробництва і використання енергії в економіці, співвідношення між потребою в паливі у межах відповідної територіальної чи виробничої одиниці (країни, району, галузі, підприємства тощо) за певний період.

## Загальна характеристика
Прибуткова частина П.-е.б. формується за рахунок видобування основних видів палива (нафта з газовим конденсатом, природний і нафтовий газ, вугілля, торф, сланці, дрова), виробництва первинної електроенергії на гідро- і атомних станціях, імпорту палива та інших надходжень.
Витратна частина П.-е.б. являє собою розподіл первинних паливно-енергетичних ресурсів на вироблення електроенергії, теплоенергії, стиснутого повітря, на виробничо-технологічні потреби (включаючи втрати при транспортуванні і зберіганні), експорт енергоресурсів.
Прибуткова і видаткова частини П.-е.б. ураховують залишок енергоресурсів на кінець року.
У складі П.-е.б. можуть виділятися баланси природних енергетичних ресурсів, побічних енергетичних ресурсів, паливний та ін. При складанні П.-е.б. різні паливні і енергетичні ресурси зводяться до одного кількісного вимірника. Періодично на основі прогнозованої структури видобування палива і її очікуваної теплотворної здатності розраховуються перевідні коефіцієнти за видами палива. Переведення здійснюється множенням обсягу видобутку в натуральних одиницях на встановлений перевідний коефіцієнт.
Орієнтовні значення перевідних коефіцієнтів: нафта і газовий конденсат — 1,4; газ природний і нафтовий — 1,18; вугілля — 0,7; сланці горючі — 0,34; дрова — 0,27.
Гідравлічна і атомна енергія, які беруть участь у виробництві електроенергії, враховуються в балансі по паливу, що заміщується, із розрахунку питомої витрати палива (в умовному обчисленні) на виробництво електроенергії на теплових станціях.
Паливно-енергетичний баланс може складатися по:
- стадіях енергетичного потоку (видобування, переробка (перетворення), транспортування, зберігання та кінцеве використання);
- енергетичних устаткованнях і об'єктах (електростанції, котельні, нафтопереробні заводи та ін.);
- використанню (корисна енергія, втрати);
- територіальному розрізу;
- економіці в цілому,
- галузях економіки та промисловості, транспорту тощо.

## Структура ПЕБ за країною
- США приблизно рівномірно споживають вугілля, газ та нафту, оскільки ці ресурси забезпечені в основному їх власним видобутком;
- Велика Британія будує свою енергетику передусім на природному газі, який вона добуває у великій кількості;
- У Канаді переважає гідроенергія — за цим показником вона є світовим лідером.
- У Росії внутрішнє енергоспоживання зорієнтоване переважно на природний газ при помірному використанні вугілля та нафти, що адекватно відповідає обсягам їх видобутку та експорту.

- Японія і Франція незначну природну забезпеченість первинними паливно-енергетичними ресурсами частково компенсують використанням умовно національного енергоресурсу — ядерного палива.

- З точки зору формування структури ПЕБ для України показовими є Китай і Польща. Вони також мають відносно великі поклади та обсяги видобутку вугілля і значно менші — нафти та газу. Своє досить значне енергоспоживання Китай на 70,5% забезпечує за рахунок вугілля (власний видобуток газу становить 16 млрд м3, нафти — 140 млн т). Багато в чому ця структура схожа на ПЕБ Польщі: висока частка вугілля, обумовлена тим же фактором — наявністю якісного та дешевого власного вугілля і відносно невеликими обсягами інших первинних енергоносіїв[1].